# Boeing C-135 Stratolifter
Boeing C-135 Stratolifter – amerykański, czterosilnikowy samolot transportowy opracowany na bazie Boeing 367-80 we wczesnych latach 50. XX wieku. Samolot opracowano na zlecenie USAF Strategic Air Command (SAC) jako latająca cysterna dla zwiększenia zasięgu bombowców, USAF Military Air Transport Service (MATS) zamówiło 48 transportowych C-135 (dostarczono 45) jako rozwiązanie przejściowe do czasu dostaw Lockheed C-141 Starlifter. Samoloty wyposażono potem w specjalistyczną aparaturę do prowadzenia misji rozpoznania elektronicznego, pomiaru skażeń i dowodzenia. Powstało też wiele wersji na bazie komercyjnego Boeing 707 oznaczanych: C-18, C-137 (posiadające okna i duże drzwi) oraz Boeing E-3 Sentry, Boeing E-6 Mercury. Ogółem na bazie modelu 367-80 powstało ponad 60 wojskowych wersji.

## Wersje
Seryjne
- C-135A – samolot transportowo-pasażerski z silnikami J-57-P-59W, bez instalacji do tankowania, wyprodukowane w 1961, zbudowano 15 sztuk.
- C-135B T/RIA – cztery C-135B do telemetrii, duży kolisty nos, identyczny jak w EC-135N.
- C-135B – samolot transportowo-pasażerski z silnikami TF-33-P-56, wyprodukowane 1961-1962, zbudowano 30 sztuk.
- C-135F – powietrzny tankowiec i transportowiec, wersja eksportowa dla Francji, wyprodukowane 1963-1964, zbudowano 12 sztuk.
- KC-135A Stratotanker – powietrzne tankowiec i transportowiec z silnikami Pratt & Whitney J57, wyprodukowane 1955-1964, dostarczone 1957-1965, zbudowano 732 sztuki.
- KC-135B – samolot dowodzenia i powietrzny tankowiec, zbudowano 17 sztuk.
- RC-135A – samolot rozpoznania fotograficznego, wyprodukowane w 1965, zbudowano 4 sztuki.
- RC-135B – samolot zwiadu radioelektronicznego, wyprodukowane 1964-1965, zbudowano 10 sztuk.

Konwersje
- C-135FR – 11 C-135F po wymianie silników na CFM56/F-108.
- EC-135A – 11 KC-135A przebudowano w 1965 na punkty dowodzenia i jako retranslator (przekaźnik radiowy).
- EC-135B – dwa C-135B T/RIA, do telemetrii i wsparcia programu kosmicznego, 1978.
- EC-135C Looking Glass – 14 KC-135B służących jako punkt dowodzenia SAC po zmianie oznaczenia.
- EC-135G – cztery KC-135A jako retranslatory i Airborne Launch Control System (ALCS) - do odpalania i kierowania ICBM.
- EC-135H – pięć KC-135A przebudowanych na punkt dowodzenia.
- EC-135H – trzy KC-135B, punkt dowodzenia SAC dla obszaru Pacyfiku.
- EC-135K – trzy KC-135A, punkt dowodzenia dla myśliwców.
- EC-135L – osiem KC-135A, punkty i dozoru po ataku (PACCS).
- EC-135N – osiem C-135A jako Apollo Range Instrumentation Aircraft (ARIA) dla programu Apollo, śledzenie i telemetria, 1967, od 1975 jako Advanced/RIA.
  - EC-135E – dwa EC-135N przebudowano w 1981 do celów testowych.
- EC-135P – pięć KC-135A, konwersja na latający punkt dowodzenia.
- EC-135Y – jeden NKC-135A przebudowany w 1984 na punkt dowodzenia.
- KC-135A Relay – siedem KC-135A doposażono w aparaturę do retranslacji sygnałów.
- KC-135D – cztery RC-135A przebudowane na tankowce, zmodernizowane jak KC-135E, silniki Pratt & Whitney JT3D.
- KC-135E – 161 KC-135A po wymianie silników od 1981 na JT3D-3B (w wojsku TF33-P-102) z komercyjnych B707.
- KC-135R – 432 KC-135A/E po wymianie silników na GE/Snecma CFM-56-2B (w wojsku F108-CF-100), przebudowane w latach 1984-2010, część wyeksportowano do Francji, Turcji i Singapuru.
  - RC-135W Air Seekers – Wielka Brytania zamówiła trzy KC-135R przebudowane na samoloty rozpoznawcze, zastąpiły Nimrod R1.
- KC-135R(RT) – osiem samolotów mogących pobierać paliwo od innych cystern przez przednie gniazdo do tankowania.
- KC-135Q – 56 KC-135A z rozdzielonymi zbiornikami przystosowano do przenoszenia paliwa JP-7 dla Lockheed SR-71 Blackbird.
  - KC-135T – KC-135Q po wymianie silników na CF-M56, zmodernizowana awionika.
    - RC-135T – jeden KC-135T przebudowano na wersję rozpoznawczą, używany do szkolenia załóg, utracony w 1985.
- NC-135A – trzy C-135A do monitorowaniu prób broni nuklearnej.
- NKC-135A – 21 KC-135A do testowania walki elektronicznej, NKC-135E po unowocześnieniu silników.
- RC-135C Big Team – 10 RC-135B zmodernizowano w 1967 do wersji rozpoznania elektronicznego ELINT.
  - RC-135U Combat Sent – trzy RC-135C przebudowane w 1971 do ELINT.
  - RC-135V Rivet Joint – 7 RC-135C i 1 RC-135U zmodernizowano w latach 1973-1977.
- RC-135D Rivet Brass – 1 KC-135A i 3 C-135A wyposażone w radar boczny SLAR, do zadań patrolowych, 1962.
- RC-135E Rivet Amber – jeden C-135B z radarem matrycowo-fazowanym, utracony w 1969.
- RC-135M Rivet Card – sześć C-135B przystosowanych do zadań ELINT i rozpoznania komunikacji radiowej COMINT, 1967.
  - RC-135W Rivet Joint – 6 RC-135M i 2 inne, analogiczne do V.
- RC-135S Rivet Ball – 1 KC-135A i 3 C-135B do śledzenia testów radzieckich pocisków balistycznych.
- RC-135X Cobra Eye – jeden C-135B do monitorowania końcowej fazy lotu ICBM, do wersji S w 1993.
- TC-135S – EC-135B przebudowany do szkolenia załóg.
- VC-135B – cztery KC-135A i jeden C-135B dostosowane do transportu VIP.
- WC-135B – 10 C-135B zmodyfikowanych na samoloty rozpoznania pogody i wykrywania skażeń, silniki TF33-P-9.
  - C-135C – WC-135B po powrocie do Military Airlift Command (MAC) jako transportowce zachowały gniazdo do tankowania.
  - OC-135B Open Skies – trzy WC-135B zmodyfikowane na samoloty obserwacyjne w ramach traktatu Open Skies o kontroli poziomu zbrojeń.
  - TC-135B – jeden WC-135B do celów treningowych załóg OC-135B.
- WC-135C Constant Phoenix – jeden przebudowany EC-135C, odpowiednik WC-135W, silniki TF33-P9.
- WC-135W Constant Phoenix – dwa C-135B do zbierania informacji o promieniowaniu radioaktywnym w czasie rzeczywistym, wprowadzone w związku z traktatem z 1963 o ograniczeniu prób atomowych, operacyjne od grudnia 1965, silniki TF33-P-5.